# Tyler Edey
Tyler Edey (* 29. Februar 1980) ist ein kanadischer Poolbillardspieler.

## Karriere
Bei den US Open erreichte Tyler Edey 2004 den 13. Platz.
2006 verlor er bei der 9-Ball-WM erst im Achtelfinale gegen den Taiwaner Liu Cheng-Chuan.
2007 schied er bereits in der Vorrunde aus. Zuvor hatte er beim World Pool Masters im Achtelfinale gegen Wu Jiaqing verloren.
2008 erreichte Edey beim Derby City Classic im 9-Ball den 19. Platz. Bei der Predator International Championship wurde er Fünfter, im Sechzehntelfinale der 10-Ball-WM schied er gegen den Chinesen Liu Haitao. Bei den US Open wurde er 2008 Siebzehnter.
2009 verlor er im Achtelfinale gegen den Philippiner Dennis Orcollo, bei der 10-Ball-WM kam er nicht über die Vorrunde hinaus.
Beim World Pool Masters 2010 schied er ebenfalls in der Vorrunde aus.
Edey vertrat Kanada dreimal beim World Cup of Pool. 2006 und 2008 erreichte er mit Luc Salvas beziehungsweise Edwin Montal das Achtelfinale, 2009 schied er gemeinsam mit Jason Klatt bereits in der ersten Runde aus.
Edey war zudem ein Spieler der kanadischen Mannschaft die bei der Team-WM 2010 in der 3. Verliererrunde gegen Dänemark ausschied.